# 無限算術級数
数学における無限算術級数（むげんさんじゅつきゅうすう、英: infinite arithmetic series）は、その項が算術数列を成す無限級数を言う。1 + 1 + 1 + 1 + · · · や 1 + 2 + 3 + 4 + · · · はその例であるが、無限算術級数の一般形は {\displaystyle \sum _{n=0}^{\infty }(an+b)} と書ける。a = b = 0 のときは級数の和も 0 であるが、a, b のどちらかが非零ならば、級数は発散して通常の意味では和を持たない。

## ゼータ正則化
正しい形 (the right form) での算術級数のゼータ正則化和は、対応するフルヴィッツゼータ函数の値として {\displaystyle \sum _{n=0}^{\infty }(n+\beta )=\zeta _{\text{H}}(-1;\beta )} で与えられる。ゼータ正則化和 1 + 1 + 1 + 1 + ⋯ は ζR(0) = −1/2 に、また 1 + 2 + 3 + 4 + ⋯ は ζR(−1) = −1/12 に（ゼータとしてはリーマンゼータ函数 ζR をとって）割り当てられるけれども、上記の和が {\textstyle -{\frac {1}{12}}-{\frac {\beta }{2}}} に等しいとは一般にはならない。